# Mastershausen
Mastershausen é um município da Alemanha localizado no distrito de Rhein-Hunsrück, estado da Renânia-Palatinado.
Pertence ao Verbandsgemeinde de Kastellaun.